# Emiliano Tejera
Juan Nepomuceno Publio Scipión Emiliano Tejera Penson (21 de septiembre de 1841 - 9 de enero de 1923) fue un escritor, político y pensador dominicano.

## Primeros años
Nació en Santo Domingo. Hijo de don Juan Nepomuceno Tejera y Tejera y de Ana María Penson Herrera, hija del inglés Guillermo Nicolás Penson y de Úrsula Herrera, y por lo tanto media hermana de César Nicolás Penson. Su padre fue, junto a  Juan Pablo Duarte, uno de los miembros de la La Trinitaria. 
Emiliano se formó intelectualmente en las aulas del Seminario Conciliar, que fundado el 11 de mayo de 1844 cayó en 1859 bajo la dirección del Arzobispo Meriño, de quien fue por varios años secretario. En la misma institución pronto alcanzó la posición de profesor de letras.

## En la política
Cuando Pedro Santana realizó la anexión del país a España (1863), Emiliano se convirtió en un incansable defensor de la soberanía nacional. En tal virtud remetía a la prensa española y a las Cortes, documentos y artículos contra el antipatriótico acto. Dichos trabajos fueron ampliamente comentados en los diarios de aquel país, entre otros por don Emilio Castelar y don Nicolás Salmeron. Solía firmar tales artículos con el seudónimo de Eduardo Montemar. El eco que crearon tales publicaciones en Madrid pusieron en auto a las autoridades coloniales, que ordenaron una investigación para determinar la identidad de su autor. Advertido a tiempo, abandonó el país estableciéndose en Caracas, donde continuó su labor. En esa ciudad colaboró con el periódico “El Constitucional”. Allí fue secretario personal y amigo de don Felipe Larrazábal, quien escribía en esos momentos su obra: "Vida de Bolívar".

## Post Restauración
Después de la Restauración regresó al país, siendo elegido diputado por el municipio de San Rafael a la Asamblea Constituyente. Tan pronto fue instalado el gobierno de Báez, poco después de cancelada la Asamblea Constituyente, fue remitido a prisión por sus ideas liberales y su oposición a éste. En 1874, volvió de nuevo a ocupar la posición de miembro de la Asamblea Constituyente, pero esta vez en representación de la provincia de Santo Domingo. 
Se considera que tuvo aquí su más brillante actuación como orador y político. La constitución votada entonces es una de las mejores que ha tenido la República. 
Dicha constitución fue anulada por el presidente Ignacio María González. En mayo de 1874, en unión de don Carlos G. García, don Carlos Nouel y don Juan B. Zafra, fue designado por el mismo presidente González, Ministro Plenipotenciario, miembro de la Comisión encargada de concertar un tratado de paz, amistad y comercio entre nuestro país y la República de Haití. Tales gestiones fracasaron y el presidente más luego designó otra comisión que finalmente firmó el tratado. 
Poco tiempo después este convenio fue impugnado por Haití. En 1883, encontrándose en el poder el tirano Ulises Heureaux, correspondió a una comisión integrada donde se encontraba nuevamente Tejera (y don José de Js. Castro, Antonio Cestero) precisar la posición dominicana frente al artículo 4 del aludido convenio, rechazando el principio Uti Possidetis. En esos momentos era Tejera el más profundo conocedor de la problemática de los límites fronterizos domínico-haitianos, razón por la cual fue escogido por el tirano Heureaux. 
El conflicto fue sometido finalmente al arbitraje del Papa León XIII. Para tal ocasión produjo Tejera uno de los más brillantes documentos salidos de su pluma. Su posición fue radical y el articulado de sus argumentos, respondió a los principios del Tratado de Aranjuez. 
En 1900 fue designado miembro de la Comisión de Hacienda encargada de poner en claro  la situación de las finanzas nacionales y de defender los intereses del país frente a las reclamaciones de varias compañías extranjeras que venían estrangulando el tesoro nacional por medio de cobro de intereses fraudulentos o excesivos. Fue más tarde designado, durante la administración provisional de Horacio Vásquez, Ministro de Hacienda. Renunció el 26 de febrero de 1903, en razón de las dificultades que originaron su oposición a las exigencias de las reclamaciones de los prestamistas norteamericanos Clyde y Ros. En diciembre de 1905, fue nombrado Ministro de Relaciones Exteriores, posición que ocupó hasta junio de 1908. Durante su ejercicio se firmó la Convención Domínico-americana de 1907. 

## Últimos días y muerte
Durante la ocupación norteamericana, Tejera fue designado presidente de la Unión Nacional Dominicana, sociedad patriótica que tenía por propósito central la lucha contra la ocupación militar norteamericana. 
Además de artículos políticos y documentos, escribió trabajos importantes sobre los restos de Colón: “Los restos de Colón en Santo Domingo” y “Los Dos Restos de Colón” (1879, Imprenta Garcia Hermanos) 
Emiliano Tejera murió en Santo Domingo, el 9 de enero de 1923.